# اینوسنت یکم
پاپ اینوسنت یکم (به انگلیسی: Pope Innocent I) یکی از پاپ‌های کلیسای کاتولیک رم بود که بین سال‌های ۴۰۱ تا ۴۱۷ میلادی پاپ بود.